# Auto Club Speedway
Il California Speedway (conosciuto anche come Auto Club Speedway dal 2008 al 2023 per motivi di sponsorizzazione) è un circuito lungo 2 miglia (3,2 km) con sopraelevate basse e l'ovale a forma di 'D' similmente al suo circuito gemello, il Michigan International Speedway. L'Auto Club Speedway appartiene alla categoria dei superspeedway ed è situato a Fontana, in California.
Il circuito detiene il record della velocità media più elevata mai registrata in qualsiasi competizione su circuito chiuso: lo segnò il 28 ottobre 2000 Gil de Ferran alla guida della Reynard-Honda del Team Penske, durante le qualifiche della gara CART, compiendo un giro alla media di 388,541 km/h (241,428 mph).

## Storia
Il tracciato è stato realizzato in luogo di una vecchia acciaieria. È un impianto relativamente recente, aperto all'inizio del 1997, e dispone di diverse configurazioni e strutture dedicate ad ospitare gare più complesse delle sole gare in ovale. Vi si possono disputare gare motociclistiche, test motoristici, gare di accelerazione. Il circuito è vicino all'Ontario Motor Speedway e al vecchio Riverside International Raceway. Dopo la chiusura dell'impianto di Riverside nel 1988, la California meridionale non ha più ospitato gare NASCAR fino all'apertura del California Speedway. Oltre che della NASCAR, sul circuito si sono tenute gare di auto a ruote scoperte quali la CART e la IndyCar Series.

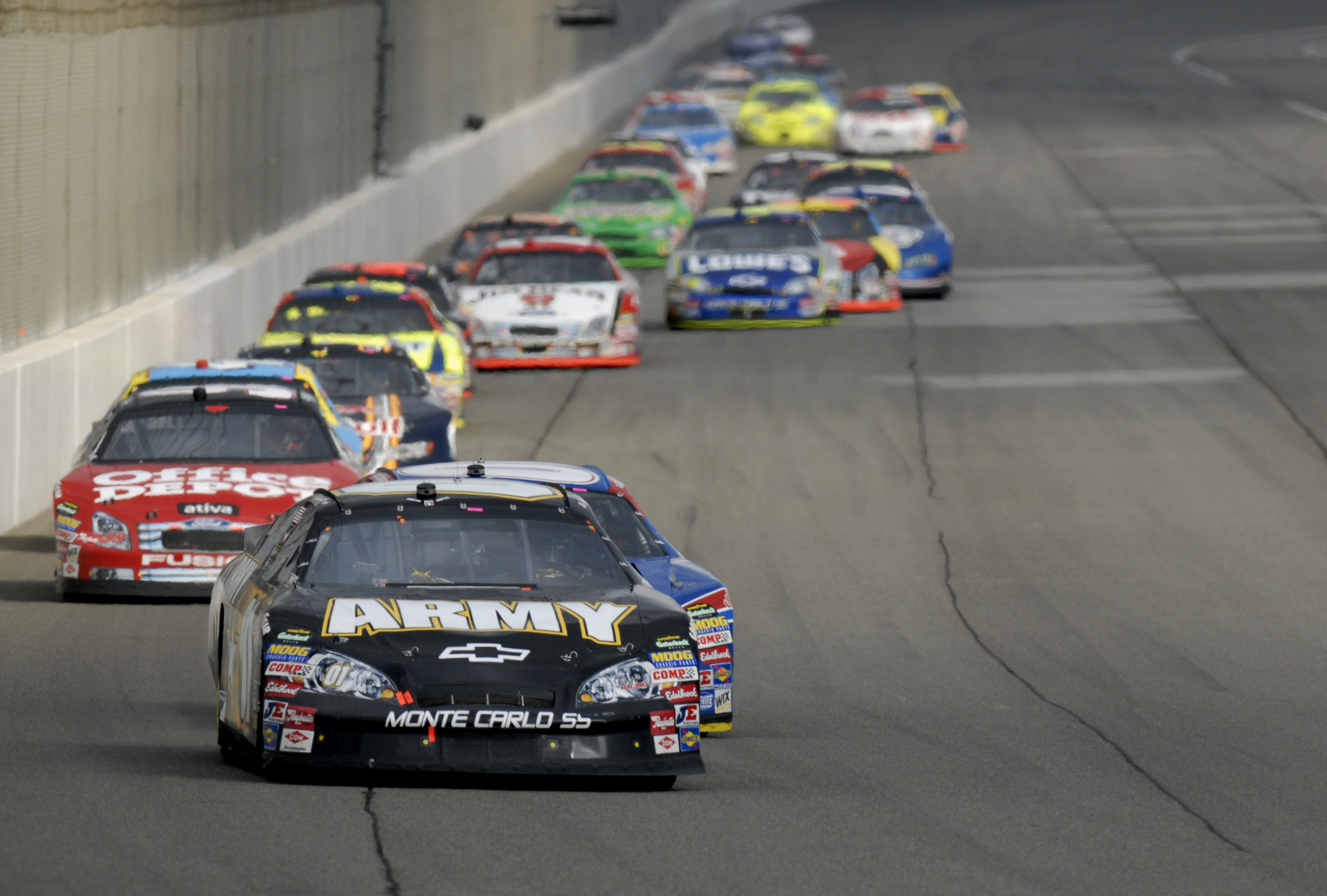
Il circuito durante una gara NASCAR

Come molti ovali moderni, il California Speedway ha al suo interno una pista "classica", utilizzata anche dalla Grand American Road Racing Association (GARRA) e dalla Japanese Grand Touring Car Championship, quest'ultima disputata in notturna. La GARRA Rolex Sports Car Series non corse molto al California Speedway. La prima gara della NASCAR West Series tenuta sul tracciato 'infield' (cioè quello classico) è stata vinta da Jason Bowles.
Durante una gara del 1999 in Formula CART, il pilota canadese Greg Moore è morto in un incidente. È stato appurato successivamente che parte della colpa era da imputare alla pavimentazione del circuito. Per questo motivo il circuito è stato ampiamente rivisto prima della stagione 2000.
Il 28 ottobre 2000 durante le qualifiche della Formula CART, Gil de Ferran ha compiuto il giro record a 241,428 mi/h (388,541 km/h) di media.
Il 21 settembre 2003 nella gara IRL, Sam Hornish Jr. ha stabilito il record della pista per la velocità media più alta in gara a 207,151 mi/h (333,377 km/h) di media.
Nel 2005 il ventenne Kyle Busch ha vinto la sua prima gara della NASCAR Sprint Cup Series. È così diventato il più giovane pilota a vincere una gara nella Sprint Cup Series.
Il circuito è spesso utilizzato per show televisivi e commerciali e come set di film. Nel 2000 una parte del film Charlie's Angels è stata ripresa nello speedway; stessa cosa per una parte di Herbie - Il super Maggiolino nel 2004.

## Cronologia del circuito
- 1º novembre 1993: prime discussioni tra Penske Speedways Inc. e Kaiser Ventures Inc. riguardo alla costruzione di uno speedway in California. Il California Speedway è a circa 45 mi (72 km) a est di Los Angeles.
- 20 aprile 1994: annuncio ufficiale di costruzione di una pista NASCAR di 2,5 miglia (4 km) in California.
- 26 aprile 1995: i sovraintendenti della San Bernardino County approvano la costruzione del tracciato.
- 22 novembre 1995: la costruzione dello speedway da 2 miglia (3,2 km) inizia.
- 30 maggio 1996: NASCAR, ABC e ESPN si accordano con un contratto pluriennale per i diritti delle gare in diretta.
- 10 gennaio 1997: il pilota Paul Tracy del Team Penske (Formula CART) è la prima persona a guidare nel California Speedway.
- 24 marzo 1997: Jay Sauter e Dave Marcis sono i primi a guidare le stock car della IROC nel circuito.
- 5 maggio 1997: primi test della Winston Cup Series (oggi chiamata NASCAR Cup Series) al California Speedway.
- 20 giugno 1997: apertura ufficiale del California Speedway.
- 21 giugno 1997: prima gara in assoluto al California Speedway, la Auto Club 200, una gara della Winston West Series, vinta da Ken Schrader. Viene anche disputata la prima gara IROC, vinta da Mark Martin.
- 22 giugno 1997: la prima gara della Winston Cup series al California Speedway, la California 500, è vinta da Jeff Gordon.
- 27 settembre 1997: Maurício Gugelmin segna il record mondiale di velocità per la Formula CART in California, con una velocità di 240,942 mi/h (387,759 km/h).
- 28 settembre 1997: Mark Blundell vince la prima gara CART al California Speedway.
- 18 ottobre 1997: il primo evento NASCAR Craftsman Truck Series al California Speedway viene vinto da Mike Bliss.
- 19 ottobre 1997: la prima gara della NASCAR Busch Series (ora Xfinity Series) viene vinta da Todd Bodine.
- 28 ottobre 2000: Gil de Ferran migliora il record di Maurício Gugelmin di velocità in competizioni su circuito chiuso con una velocità di 241,428 mph (388,541 km/h).
- 9 febbraio 2001: viene inviata alle autorità di San Bernardino County la proposta di costruire un rettilineo di 1/4 di miglio (circa 400 m) al California Speedway, per esser usato nelle gare di accelerazione NHRA.
- 19 giugno 2001: viene ufficialmente annunciata la costruzione del California Dragway, insieme a un circuito stradale classico integrato nell'ovale di 3,2 km.
- 8 settembre 2001: primo weekend del Street Legal Friday Night al California Dragway.
- 4 ottobre 2001: annuncio di un accordo di diversi anni per disputare una gara della Rolex Sports Car Series nel nuovo circuito integrato nel California Speedway.
- 21 novembre 2001: annuncio dell'accordo con l'AMA Superbike Championship per correre al California Speedway i round 2 e 3 del campionato.
- 6 febbraio 2002: la IRL compie dei test prestagionali nel nuovo circuito.
- 23 marzo 2002: Didier Theys e Fredy Leinhard Jr. vincono il primo evento della Rolex Sports Car Series nel circuito.
- 24 marzo 2002: Sam Hornish Jr. vince la prima gara IRL al California Speedway, 0.0281 secondi davanti a Jaques Lazier.
- 6 aprile 2002: Anthony Gobert vince la prima gara AMA Superbike Championship al California Speedway.
- 3 novembre 2002: l'ultima gara CART al California Speedway viene vinta da Jimmy Vasser.
- 24 aprile 2003: viene annunciata la costruzione di un impianto d'illuminazione nel corso del 2004.
- 5 settembre 2004: prima gara notturna al California Speedway, una gara della NASCAR NEXTEL Cup Series (ora NASCAR Cup Series) vinta da Elliott Sadler.
- 16 ottobre 2005: Dario Franchitti vince l'ultima gara IRL tenutasi al California Speedway.
- 21 febbraio 2008: cambio del nome da California Speedway ad Auto Club Speedway per motivi di sponsorizzazione.

## Gare che si svolgono sul California Speedway
- NASCAR Cup Series - Pala Casino 400
- NASCAR Xfinity Series - Production Alliance Group 300

## Statistiche NASCAR Cup Series

### Record della NASCAR Cup Series
- Più vittorie - (6) - Jimmie Johnson
- Più volte tra i primi 5 - (13) - Jimmie Johnson
- Più volte tra i primi 10 - (18) - Jimmie Johnson
- Partecipazioni - (27) - Kurt Busch,  Kevin Harvick
- Pole position - (4) - Kurt Busch
- Giri in testa - (990) - Jimmie Johnson
- Miglior media partenze (minimo 5 partenze) - (9.8) - Austin Dillon
- Miglior media arrivi (minimo 5 partenze) - (7.6) - Jimmie Johnson

### Vincitori delle gare della NASCAR Cup Series
| Stagione | Data                                                                      | Pilota vincitore                                                          | Nº                                                                        | Sponsor                                                                   | Vettura                                                                   | Distanza                                                                  | Velocità media                                                            | Margine di vittoria                                                       |                                                                           |
| -------- | ------------------------------------------------------------------------- | ------------------------------------------------------------------------- | ------------------------------------------------------------------------- | ------------------------------------------------------------------------- | ------------------------------------------------------------------------- | ------------------------------------------------------------------------- | ------------------------------------------------------------------------- | ------------------------------------------------------------------------- | ------------------------------------------------------------------------- |
| 1997     | 22 giugno                                                                 | Jeff Gordon                                                               | 24                                                                        | DuPont                                                                    | Chevrolet Monte Carlo                                                     | 500 mi                                                                    | 249,468 km/h                                                              | 1,074 secondi                                                             |                                                                           |
| 1998     | 3 maggio                                                                  | Mark Martin                                                               | 6                                                                         | Valvoline                                                                 | Ford Taurus                                                               | 500 mi                                                                    | 225,662 km/h                                                              | 1,287 secondi                                                             |                                                                           |
| 1999     | 2 maggio                                                                  | Jeff Gordon                                                               | 24                                                                        | DuPont                                                                    | Chevrolet Monte Carlo                                                     | 500 mi                                                                    | 241,846 km/h                                                              | 4,492 secondi                                                             |                                                                           |
| 2000     | 30 aprile                                                                 | Jeremy Mayfield                                                           | 12                                                                        | Mobil 1                                                                   | Ford Taurus                                                               | 500 mi                                                                    | 240,401 km/h                                                              | 0,300 secondi                                                             |                                                                           |
| 2001     | 29 aprile                                                                 | Rusty Wallace                                                             | 2                                                                         | Miller Lite                                                               | Ford Taurus                                                               | 500 mi                                                                    | 230,326 km/h                                                              | 0,27 secondi                                                              |                                                                           |
| 2002     | 28 aprile                                                                 | Jimmie Johnson                                                            | 48                                                                        | Lowes                                                                     | Chevrolet Monte Carlo                                                     | 500 mi                                                                    | 241,543 km/h                                                              | 0,620 secondi                                                             |                                                                           |
| 2003     | 27 aprile                                                                 | Kurt Busch                                                                | 97                                                                        | Rubbermaid                                                                | Ford Taurus                                                               | 500 mi                                                                    | 225,487 km/h                                                              | 2,294 secondi                                                             |                                                                           |
| 2004     | 2 maggio                                                                  | Jeff Gordon                                                               | 24                                                                        | DuPont                                                                    | Chevrolet Monte Carlo                                                     | 500 mi                                                                    | 220,911 km/h                                                              | 12,871 secondi                                                            |                                                                           |
| 2004     | 5 settembre                                                               | Elliott Sadler                                                            | 38                                                                        | M&M's                                                                     | Ford Taurus                                                               | 500 mi                                                                    | 206,517 km/h                                                              | 0,263 secondi                                                             |                                                                           |
| 2005     | 27 febbraio                                                               | Greg Biffle                                                               | 16                                                                        | Post-it/National Guard                                                    | Ford Taurus                                                               | 500 mi                                                                    | 224,821 km/h                                                              | 0,231 secondi                                                             |                                                                           |
| 2005     | 4 settembre                                                               | Kyle Busch                                                                | 5                                                                         | Kellogg's                                                                 | Chevrolet Monte Carlo                                                     | 508 mi *                                                                  | 219,444 km/h                                                              | 0,554 secondi                                                             |                                                                           |
| 2006     | 26 febbraio                                                               | Matt Kenseth                                                              | 17                                                                        | DeWalt                                                                    | Ford Fusion                                                               | 502 mi *                                                                  | 237,945 km/h                                                              | 0,338 secondi                                                             |                                                                           |
| 2006     | 3 settembre                                                               | Kasey Kahne                                                               | 9                                                                         | Dodge Dealers/UAW                                                         | Dodge Charger                                                             | 500 mi                                                                    | 232,489 km/h                                                              | 3,427 secondi                                                             |                                                                           |
| 2007     | 25 febbraio                                                               | Matt Kenseth                                                              | 17                                                                        | DeWalt/Carhartt                                                           | Ford Fusion                                                               | 500 mi                                                                    | 222,815 km/h                                                              | 0,679 secondi                                                             |                                                                           |
| 2007     | 2 settembre                                                               | Jimmie Johnson                                                            | 48                                                                        | Lowes                                                                     | Chevrolet Monte Carlo SS                                                  | 500 mi                                                                    | 211,632 km/h                                                              | 1,868 secondi                                                             |                                                                           |
| 2008     | 25 febbraio                                                               | Carl Edwards                                                              | 99                                                                        | -                                                                         | Ford Fusion                                                               | 500 mi                                                                    | 213,566 km/h                                                              | Under Caution                                                             |                                                                           |
| 2008     | 31 agosto                                                                 | Jimmie Johnson                                                            | 48                                                                        | -                                                                         | Chevrolet Impala                                                          | 500 mi                                                                    | 223,469 km/h                                                              | 2,076 secondi                                                             |                                                                           |
| 2009     | 22 febbraio                                                               | Matt Kenseth                                                              | 17                                                                        | -                                                                         | Ford Fusion                                                               | 500 mi                                                                    | 218,612 km/h                                                              | 1,463 secondi                                                             |                                                                           |
| 2009     | 11 ottobre                                                                | Jimmie Johnson                                                            | 48                                                                        | -                                                                         | Chevrolet Impala                                                          | 500 mi                                                                    | 231,597 km/h                                                              | 1,603 secondi                                                             |                                                                           |
| 2010     | 21 febbraio                                                               | Jimmie Johnson                                                            | 48                                                                        | -                                                                         | Chevrolet Impala                                                          | 500 mi                                                                    | 228,384 km/h                                                              | 1,523 secondi                                                             |                                                                           |
| 2010     | 10 ottobre                                                                | Tony Stewart                                                              | 14                                                                        | -                                                                         | Chevrolet Impala                                                          | 400 mi                                                                    | 212,358 km/h                                                              | 0,466 secondi                                                             |                                                                           |
| 2011     | 27 marzo                                                                  | Kevin Harvick                                                             | 29                                                                        | -                                                                         | Chevrolet Impala                                                          | 400 mi                                                                    | 242,768 km/h                                                              | 0,144 secondi                                                             |                                                                           |
| 2012     | 25 marzo                                                                  | Tony Stewart                                                              | 14                                                                        | -                                                                         | Chevrolet Impala                                                          | 258 mi **                                                                 | 257,762 km/h                                                              | Under Caution                                                             |                                                                           |
| 2013     | 24 marzo                                                                  | Kyle Busch                                                                | 18                                                                        | -                                                                         | Toyota Camry                                                              | 400 mi                                                                    | 217,826 km/h                                                              | Under Caution                                                             |                                                                           |
| 2014     | 23 marzo                                                                  | Kyle Busch                                                                | 18                                                                        | -                                                                         | Toyota Camry                                                              | 412 mi *                                                                  | 214,022 km/h                                                              | 0,214 secondi                                                             |                                                                           |
| 2015     | 22 marzo                                                                  | Brad Keselowski                                                           | 2                                                                         | -                                                                         | Ford Fusion                                                               | 418 mi *                                                                  | 226,374 km/h                                                              | 0,710 secondi                                                             |                                                                           |
| 2016     | 20 marzo                                                                  | Jimmie Johnson                                                            | 48                                                                        | -                                                                         | Chevrolet SS                                                              | 410 mi *                                                                  | 220,823 km/h                                                              | 0,772 secondi                                                             |                                                                           |
| 2017     | 26 marzo                                                                  | Kyle Larson                                                               | 42                                                                        | -                                                                         | Chevrolet SS                                                              | 404 mi *                                                                  | 219,449 km/h                                                              | 0,779 secondi                                                             |                                                                           |
| 2018     | 18 marzo                                                                  | Martin Truex Jr.                                                          | 78                                                                        | -                                                                         | Toyota Camry                                                              | 400 mi                                                                    | 237,420 km/h                                                              | 11,685 secondi                                                            |                                                                           |
| 2019     | 17 marzo                                                                  | Kyle Busch                                                                | 18                                                                        | -                                                                         | Toyota Camry                                                              | 400 mi                                                                    | 230,318 km/h                                                              | 2,354 secondi                                                             |                                                                           |
| 2020     | 1º marzo                                                                  | Alex Bowman                                                               | 88                                                                        | -                                                                         | Chevrolet Camaro                                                          | 400 mi                                                                    | 245,832 km/h                                                              | 8,904 secondi                                                             |                                                                           |
| 2021     | Annullata a causa delle restrizioni COVID-19 dello stato della California | Annullata a causa delle restrizioni COVID-19 dello stato della California | Annullata a causa delle restrizioni COVID-19 dello stato della California | Annullata a causa delle restrizioni COVID-19 dello stato della California | Annullata a causa delle restrizioni COVID-19 dello stato della California | Annullata a causa delle restrizioni COVID-19 dello stato della California | Annullata a causa delle restrizioni COVID-19 dello stato della California | Annullata a causa delle restrizioni COVID-19 dello stato della California | Annullata a causa delle restrizioni COVID-19 dello stato della California |
| 2022     | 27 febbraio                                                               | Kyle Larson                                                               | 5                                                                         | -                                                                         | Chevrolet Camaro                                                          | 400 mi                                                                    | 183,822 km/h                                                              | 0,195 secondi                                                             |                                                                           |
| 2023     | 26 febbraio                                                               | Kyle Busch                                                                | 8                                                                         | -                                                                         | Chevrolet Camaro                                                          | 400 mi                                                                    | 205,357 km/h                                                              | 2,998 secondi                                                             |                                                                           |

* - Gara prolungata per green-white-checker finish
** - Gara accorciata per pioggia

## Record
- Qualifiche della NASCAR Cup Series: Kevin Harvick, 38,147 secondi (188,744 mph (303,754 km/h)), 2018.
- Gara della NASCAR Cup Series (500 miglia): Jeff Gordon, 3 h 13 min. 32 secondi (155,012 mph (249,468 km/h)), 22 giugno 1997.
- Maggior numero di vittorie nella NASCAR Cup Series: Jimmie Johnson (6).
- Qualifiche NASCAR Xfinity Series: Tony Stewart, 38,722 secondi (185,941 mph (299,243 km/h)), 2005.
- Gara NASCAR Xfinity Series (300 miglia): Hank Parker Jr., 1 h 55 min. 25 secondi (155,957 mph (250,988 km/h)), 28 aprile 2001.
- Qualifiche NASCAR Craftsman Truck Series: David Reutimann, 40,228 secondi (178,980 mph (288,040 km/h)), 2006.
- Gara NASCAR Craftsman Truck Series (200 miglia): Ted Musgrave, 1 h 22 min. 14 secondi (145,926 mph (234,845 km/h)), 20 settembre 2003.
- Qualifiche CART (un giro): Gil de Ferran, 241,428 mph (388,541 km/h), 28 ottobre 2000.
- Gara di Formula CART (500 miglia): Jimmy Vasser, 197,995 mph (318,642 km/h), 3 novembre 2002.
- Qualifiche Indy Racing League (un giro): Hélio Castroneves, 226,757 mph (364,930 km/h), 20 settembre 2003.
- Gara Indy Racing League (400 miglia): Sam Hornish Jr., 207,151 mph (333,377 km/h), 21 settembre 2003.

## Curiosità
- Nel film Cars - Motori ruggenti il circuito dove si tiene lo spareggio finale è situato a Los Angeles, ma è ispirato all'Auto Club Speedway.[2]